# Casa-fàbrica Carafí
La casa-fàbrica Carafí era un edifici situat al carrer Nou de la Rambla, 69 del Raval de Barcelona, actualment desaparegut.

## Història
El 1786, Josep Carafí va fundar la companyia Josep Carafí i Cia, dedicada a la fabricació d'indianes, el soci de la qual era Mateu Sangés. Per aquest propòsit, el 1792 adquirí en emfiteusi a Gregori French una parcel·la de 61 pams d'amplada i 360 de fons amb front al carrer Nou de la Rambla, i el 1793, va demanar permís per a construir-hi una casa-fàbrica de planta baixa, tres pisos i golfes «al costat de la que està construint Joan Olivet i Ferrusola».
A la mort dels dos socis, l'hereu Llorenç Carafí va constituir una nova societat amb els seus germans Josep, Ramon i Gaspar, i Mateu Sangés i Cuyàs, fill de l'anterior. El 1817, va demanar permís per a construir-hi un clavegueró. A la mort de Llorenç, la societat es va liquidar, i el 1835, Gaspar va demanar permís per a aixecar-hi un tercer pis, segons el projecte del mestre de cases Salvador Carreras, que també hi va afegir dues finestres de ventilació del soterrani. El 1836, va signar un conveni amb els seus germans Josep i Ramon (aleshores residents a Amèrica), pel qual es quedaria amb la propietat de la casa-fàbrica, incloent-hi els gèneres i utensilis, a canvi d'indemnitzar-los amb 700 lliures, i l'any següent, la va vendre al teixidor de seda o «veler» Onofre Peracaula (o Perecaula) i Comas per 21.000 lliures, de les quals més de 16.000 es destinaren a pagar els creditors i les obres realitzades al segon i tercer pis.
En aquella època, Carafí tenia llogada la casa-fàbrica als germans Jaume i Josep Bosch i Quer, fabricants d'estampats sota la raó social Bosch Germans. Posteriorment, hi havia la fèbrica de catifes i tapissos de llana de Saurel, Beaury i Cia, fundada el 1845 pel matrimoni francès Camille Georges Beaury i Irma Catalina Saurel (pares d'Amélie Beaury-Saurel): «Fábrica de alfombras de Saurel, Beaury y Compañía. Calle del Conde del Asalto, núm. 69. Se halla en la misma un completo surtido de alfombras sueltas y en pieza, de varias clases y á precios sumamente arreglados, sin que en calidad, solidez de colores y riqueza de dibujos desmerezcan en nada de las estrangeras, con la circunstancia que el tamaño de las alfombras sueltas es mayor que el de aquellas. La propia fábrica se encarga del arreglo y colocación de alfombras en pieza que se compren á la misma.» Segons diverses fonts, el 1850 o 1851 hi tenia 20 telers senzills i 30 equipats amb Jacquard i un personal format per 60 homes, 6 dones i 20 nens, amb un consum anual de 26.000 lliures de llana espanyola, 8.000 roves de fil de cànem del Regne i 7.000 de cotó. Pel que sembla, a començaments de la dècada del 1860 l'empresa es fusionà amb la filatura d'estam de Tomàs Coma, que la proveïa de matèria primera.
El 1851, Onofre Peracaula va acordar amb Antoni Jordà i Santandreu la compartició de la canonada d'aigua que anava des de la font del carrer Nou de la Rambla fins a la seva casa-fàbrica dels carrers de Migdia i Trentaclaus (actualment Arc del Teatre).
El 1863 hi havia establert el tintorer francès Pere Planqué, que aquell mateix any tingué un litigi amb els germans Peracaula i Damians, i finalment fou detingut i jutjat a Londres per deutes.
El 1940, l'Ajuntament de Barcelona va incoar un expedient d'expropiació de la finca, aleshores propietat de Mercè Cabot i Peracaula (vegeu casa Joan Cabot). Finalment, l'edifici fou enderrocat a la dècada del 1960 per a l'obertura de l’Avinguda de García Morato, actualment de les Drassanes.